# Rafael Leitão
Pour les articles homonymes, voir Leitão.
Rafael Duailibe Leitão est un joueur d'échecs brésilien né le 28 décembre 1979 à São Luís (Maranhão), Grand maître international depuis 1998 et champion du Brésil à six reprises (en 1996-1997-1998, 2004, 2011 et 2013), il a remporté le championnat d'Amérique du Sud en 1998 et 2007.
Au 1er juin 2014, il est le 101e joueur mondial et le numéro 1 brésilien  avec un classement Elo de 2 652 points.

## Champion du monde de la jeunesse
Leitão a remporté le championnat du monde d'échecs de la jeunesse en 1991 (moins de 12 ans) et 1996 (moins de 18 ans).

## Championnats du monde FIDE et coupes du monde
Lors du Championnat du monde de la Fédération internationale des échecs 2000, Leitao fut éliminé lors du quatrième tour par Aleksandr Khalifman, après avoir battu Joël Lautier (1,5 à 0,5), Joel Benjamin (1,5 à 0,5) et Igor Nataf (1,5 à 0,5).
Lors du Championnat du monde de la Fédération internationale des échecs 2004, Leitao fut éliminé lors du troisième tour par Andreï Kharlov, après avoir battu Zhang Zhong (1,5 à 0,5) et Leonid Kritz (1,5 à 0,5).
Lors des coupes du monde de 2005, 2007 et 2009, il fut éliminé au premier tour.
Lors de la coupe du monde FIDE 2013, il parvint au deuxième tour en battant Ernesto Inarkiev et fut éliminé par Aleksandr Morozevitch.
| Année | Lieu                             | Résultat                            | Ultime adversaire      | Adversaires battus                     |
| ----- | -------------------------------- | ----------------------------------- | ---------------------- | -------------------------------------- |
| 1999  | Las Vegas                        | troisième tour                      | Liviu-Dieter Nisipeanu | Amir Bagheri, Bartlomiej Macieja.      |
| 2000  | New Delhi                        | quatrième tour (huitième de finale) | Aleksandr Khalifman    | Joël Lautier, Joel Benjamin Igor Nataf |
| 2004  | Tripoli                          | troisième tour                      | Andreï Kharlov         | Zhang Zhong Leonid Kritz               |
| 2005  | Khanty-Mansiïsk (coupe du monde) | premier tour                        | Robert Kempiński       |                                        |
| 2007  | Khanty-Mansiïsk (coupe du monde) | premier tour                        | Yuri Shulman           |                                        |
| 2009  | Khanty-Mansiïsk (coupe du monde) | premier tour                        | Artiom Timofeïev       |                                        |
| 2013  | Tromsø                           | deuxième tour                       | Aleksandr Morozevitch  | Ernesto Inarkiev                       |
| 2015  | Bakou                            | premier tour                        | Hou Yifan              |                                        |

## Olympiades
Leitão a représenté le Brésil lors de six olympiades de 1996 à 2012, remportant une médaille d'argent individuelle au troisième échiquier lors de l'olympiade d'échecs de 2006.

## Grand maître du jeu par correspondance
Il est devenu grand maître international du jeu d'échecs par correspondance en 2012.